# Actuar para vivir (álbum)
Actuar para vivir es el segundo álbum del cantautor argentino Juan Carlos Baglietto, publicado por EMI Music (EMI Odeon SAIF Argentina) y lanzado en 1982.
El álbum fue muy bien recibido, en medio de un clima de revitalización del rock argentino durante y tras la finalización de la Guerra de Malvinas. El género de la trova rosarina estaba entonces en "la cresta de la ola" de la popularidad.

## Lista de canciones
1. La censura no existe (Baglietto-Héctor De Benedictis)
2. Actuar para vivir (Diciembre '81) (Fito Páez)
3. Una vuelta más (Rubén Goldín)
4. Saltando de piedra en piedra (Rubén Goldín)
5. Tiempos difíciles (Fito Páez)
6. Qué son esas palabras (Callaci-Bielsa)
7. En la cruz de los días (Rubén Goldín)
8. De plenilunio (Mayo '82) (Fito Páez)
9. Pa' trabajar (Noviembre '81) (Fito Páez)
10. Río marrón  (Jorge Fandermole)

## Personal
- Juan Carlos Baglietto: Voz principal, coros en "Saltando de piedra en piedra" y guitarra acústica.
- Silvina Garréː Voz y coros.
- Fito Páezː Piano, teclados, segunda voz en "Tiempos difíciles" y arreglos musicales.
- Rubén Goldínː Guitarra eléctrica, voz en "Saltando de piedra en piedra", coros y arreglos musicales.
- Sergio Sainzː Bajo fretless y contrabajo en "Una vuelta más".
- José «Zappo» Aguilera: Percusión.
- Marco Pusineriː Batería.
- Alejandro Santos: Flauta traversa en "Qué son esas palabras" y "Pa' trabajar".

Dirección artística: Jorge C. Portunato